# Les Chats d'Ulthar
Les Chats d'Ulthar est une nouvelle écrite par H. P. Lovecraft et publiée en juin 1920. Dans ce récit, un narrateur anonyme raconte comment une loi interdisant de tuer les chats a vu le jour dans une ville appelée Ulthar. La ville est habitée par un vieux couple qui prend plaisir à capturer et à tuer les chats des habitants. Lorsqu'une caravane de vagabonds traverse la ville, le chaton d'un orphelin (Menes) qui voyage avec le groupe disparaît. Ayant entendu parler des actes de violence du couple à l'égard des chats, Menes récite une prière avant de quitter la ville, ce qui pousse les félins locaux à envahir la maison des tueurs de chats et à les dévorer. En voyant le résultat, les responsables politiques d'Ulthar votent une loi interdisant de tuer des chats.
Influencé par Lord Dunsany, ce conte était l'un des préférés de Lovecraft et est resté populaire depuis sa mort. Considérée comme l'une des meilleures nouvelles de la première période de l'auteur, certains aspects des Chats d'Ulthar seront à nouveau évoqués dans d'autres récits, comme  Les Autres Dieux (en) et la Quête onirique de Kadath l'inconnue. Publié pour la première fois dans la revue littéraire Tryout (en) en novembre 1920, le récit fait désormais partie du domaine public.

## Résumé
Un narrateur sans nom, tout en regardant son chat de compagnie, se souvient d'une loi dans la ville d'Ulthar qui interdit de tuer les chats et raconte l'histoire de la création de cette loi. Le récit commence par la présentation d'un vieux fermier et de sa femme qui prennent plaisir à piéger et à massacrer tous les chats qui s'aventurent sur leur propriété. Les habitants de la ville ont trop peur du couple pour s'élever contre ces actes, aussi concentrent-ils leurs efforts sur les moyens d'empêcher leurs félins de s'approcher de la maison des fermiers. Une nuit, une caravane de voyageurs venus d'un pays lointain arrive et traverse le village. Ils amènent avec eux un orphelin nommé Menes qui, ayant perdu sa famille à cause d'une peste, n'a qu'un petit chaton noir pour lui tenir compagnie. Après avoir été incapable de trouver son chaton le troisième jour de son séjour à Ulthar, Menes entend les histoires à propos du vieux fermier et de sa femme, et décide d'agir.
Menes passe du temps à méditer avant de se mettre à prier, ce qui affecte les formes et les mouvements des nuages dans le ciel. La caravane quitte Ulthar cette nuit-là, peu avant que les habitants ne remarquent que tous leurs chats ont disparu. Les habitants soupçonnent à la fois le vieux couple et les vagabonds, mais Atal, le fils de l'aubergiste, voit des félins tourner autour de la propriété du fermier. Le lendemain matin, les chats retournent chez leurs maîtres, bien nourris, mais le vieux couple a disparu. Lorsque les habitants de la ville explorent leur maison abandonnée, ils ne découvrent rien de plus que deux squelettes qui ont été nettoyés. Le maire d'Ulthar, après avoir examiné les preuves et les histoires des villageois, décide de faire passer une loi qui interdit de tuer les chats à Ulthar.

## Inspiration
Lovecraft esquisse l'intrigue de la nouvelle à son ami Rheinhart Kleiner en mai 1920 et l'écrit le 15 juin 1920, cinq mois après avoir terminé son précédent récit, Le Terrible Vieillard (en). Entre-temps, Lovecraft a pu écrire L'Arbre (en), mais ce dernier récit n'est pas daté précisément. Conçu durant la première période de l'auteur, Les Chats d'Ulthar est un conte influencé par l'écriture de l'écrivain anglo-irlandais Lord Dunsany et constitue en partie une imitation de son style. Parmi les aspects littéraires que Lovecraft emprunte, on trouve le motif de la vengeance  et le ton pesant de Dunsany. L'influence de Dunsany est également évidente dans l'intrigue : des vagabonds, semblables à ceux dépeints dans Les Chats d'Ulthar, apparaissaient dans le récit antérieur de Dunsany, Idle Days on the Yann (en).  Le personnage de Menes de Lovecraft partage son nom avec Menes, le fondateur semi-légendaire de l'ancienne ville de Memphis, en Égypte. Les anciens Égyptiens étaient des admirateurs des chats qui considéraient comme un crime de tuer ou d'exporter des félins.  
Avant Les Chats d'Ulthar , Lovecraft avait déjà écrit plusieurs contes dans le style de Lord Dunsany, dont Le Bateau blanc, La Rue, La Malédiction de Sarnath (en), Le Terrible Vieillard (en), et  L'Arbre (en). Son conte dunsanien suivant, Celephaïs (en),est considéré par le spécialiste de Lovecraft S. T. Joshi comme « l'un de ses meilleurs et plus significatifs ».  Les Chats d'Ulthar a été publié pour la première fois dans la revue littéraire Tryout (en) en novembre 1920, et a ensuite paru dans Weird Tales en février 1926 et 1933, tout en étant réimprimé à titre privé à quarante-deux exemplaires en décembre 1935.

## Réception
Les Chats d'Ulthar était l'un des textes préférés de Lovecraft, qui était un fervent amateur de chats. Un certain nombre de critiques contemporains, ainsi que Lovecraft lui-même, considèrent l'histoire comme la meilleure de tous ses contes dunsaniens,.  D'autres critiques ont noté que l'histoire est l'un des contes les plus célèbres de Lovecraft qui correspond à la fois au style dunsanien et au style « weird fantasy » qui caractérise l'ensemble du cycle du rêve. Le critique littéraire Darrell Schweitzer, cependant, commente que Les Chats d'Ulthar ressemble à Dunsany dans « l'ambiance et l'exécution » seulement et qu'« [il] n'a aucun parallèle évident dans aucune histoire de Dunsany ».  Schweitzer qualifie la prose de « retenue », et note que, contrairement à Lovecraft, Dunsany préférait les chiens et n'aurait probablement pas écrit un hommage aussi enthousiaste aux félins.  S. T. Joshi, spécialiste de Lovecraft, n'est pas d'accord, affirmant que « [c]e conte doit plus à Dunsany que beaucoup de ses autres fantaisies dunsaniennes ».
Le personnage d'Atal, le fils de l'aubergiste qui voit les chats d'Ulthar tourner autour du logement des antagonistes, apparaîtra plus tard dans Les Autres Dieux (en) de Lovecraft. Dans cette nouvelle, écrite en août 1921 et publiée pour la première fois en novembre 1933, Atal, devenu adulte, devient l'apprenti de Barzai le Sage et voyage avec lui à la recherche des divinités éponymes du conte. Barzai mentionne même la loi interdisant de tuer les chats à Ulthar, cimentant davantage le lien entre les deux textes. Atal apparaît également en tant que prêtre dans La Quête onirique de Kadath l'inconnue, écrite en 1927 mais publiée seulement en 1943 lorsque le protagoniste Randolph Carter (en) visite Ulthar 300 ans après les événements des Chats d'Ulthar, alors que la ville est encore peuplée de félins. Carter est plus tard capable de convoquer les chats d'Ulthar à son aide. Les chats seraient utilisés dans ce que l'érudite Katharine M. Rogers appelle « une manière plus originale » dans le récit de Lovecraft de 1923 intitulé Les Rats dans les murs. Ici, comme dans d'autres contes ultérieurs de Lovecraft, les chats incarnent l'attrait pour l'horreur tout en « ne poursuivant jamais l'horreur au point de devenir eux-mêmes horribles », contrairement aux protagonistes humains. Les Chats d'Ulthar, comme beaucoup d'œuvres de Lovecraft, est dans le domaine public et peut être consulté dans plusieurs compilations de l'œuvre de l'auteur ainsi que sur Internet.

## Adaptations
Jason Thomson, «The Cats of Ulthar», bande dessinée, 2013.